# 绿茎槲寄生
绿茎槲寄生（学名：Viscum nudum）是桑寄生科槲寄生属的植物，是中国的特有植物。分布在中国大陆的云南、四川、贵州等地，生长于海拔2,150米至3,800米的地区，多生于山坡阔叶林中、山坡林中、杨树上或松树上，目前尚未由人工引种栽培。